# Mala Vrbica (Kladovo)
Pour les articles homonymes, voir Mala Vrbica.
Mala Vrbica (en serbe cyrillique : Мала Врбица) est un village de Serbie situé dans la municipalité de Kladovo, district de Bor. Au recensement de 2011, il comptait 670 habitants.

## Démographie

### Évolution historique de la population
| 1948 | 1953  | 1961  | 1971  | 1981  | 1991  | 2002 | 2011 |
| ---- | ----- | ----- | ----- | ----- | ----- | ---- | ---- |
| 970  | 1 123 | 1 058 | 1 226 | 1 233 | 1 155 | 783  | 670  |

|  |